# Герман (Болгарія)
Ге́рман (болг. Герман) — село в Міській області Софія Болгарії. Входить до складу общини Столична.

## Населення
За даними перепису населення 2011 року у селі проживали 2564 особи.
Розподіл населення за віком у 2011 році:
Динаміка населення: